# 栗栖赳夫

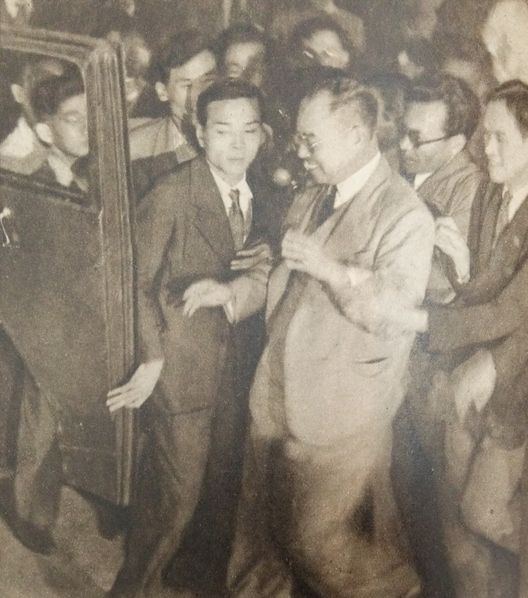
1948年、昭電疑獄を受けて検察庁へ引致される栗栖（眼鏡の人物）

栗栖 赳夫（くるす たけお、1895年（明治28年）7月21日 – 1966年（昭和41年）5月10日）は、昭和期の政治家・銀行家・法学者。日本興業銀行総裁・大蔵大臣・経済安定本部総務長官などを歴任。

## 来歴・人物
現在の山口県岩国市に生まれる。第六高校を経て、1921年に東京帝国大学法学部政治学科を卒業後、日本興業銀行へ入行する。証券部長、総務部長などを経て戦後の1945年に理事に昇格、1947年には総裁まで昇りつめた。学究肌で著作も多く中央大学教授も務めた。1933年に「担保附社債信託ニ関スル研究」で同大学より法学博士号を授与されている。一方1946年6月19日には貴族院議員に勅選され、同和会に所属し1947年（昭和22年）5月2日の貴族院廃止まで在任した。
1947年4月、第1回参議院議員通常選挙に日本自由党公認で立候補し当選、のちに緑風会に移籍する。同年日本社会党・民主党・国民協同党の三党連立片山内閣が発足するも、蔵相の矢野庄太郎が就任後半月で病気辞任し、民主党総裁の芦田均の要請により後任として蔵相に就任した。その後民主党に入党し、翌1948年年3月、芦田内閣が発足すると、栗栖は経済安定本部総務長官として続けて入閣した。
同年に昭和電工疑獄が発覚し、蔵相時代に復興金融金庫融資委員長として昭和電工から現金を受け取った疑いで9月30日に現役閣僚ながら逮捕される。現役閣僚の訴追には日本国憲法第75条で首相の同意が必要であるが、東京地裁は「訴追は、逮捕・勾留とは関係ない」との判断を下して、栗栖に逮捕令状を交付している。10月2日、経済安定本部総務長官を辞任した。
1953年3月26日には参議院議員を辞職。1962年11月、最高裁で栗栖に懲役8ヶ月、執行猶予1年の刑が確定された。晩年は破産状態だったと伝えられている。1966年5月10日死去した。享年71。

## 逸話
栗栖の大蔵大臣時代に事務官として大蔵省に入省した三島由紀夫は文章力を期待され、国民貯蓄振興大会での栗栖の演説原稿を書く仕事を任された。しかし三島はその冒頭文に、〈…淡谷のり子さんや笠置シズ子さんのたのしいアトラクションの前に、私如きハゲ頭のオヤジがまかり出まして、御挨拶を申上げるのは野暮の骨頂でありますが…〉と書き、課長に怒られて赤鉛筆でバッサリと削られ読まれることはなかった。

## 主著
- 『経済史概要』文雅堂（近世商業経済叢書）1923
- 『財団金融の重要問題』文雅堂（銀行講座）1926
- 『社債及其救済論』啓明社、1928
- 『社債を中心とする会社財政及其整理論』啓明社、1929
- 『日本金融制度発達の研究』啓明社、1929
- 『工場・鉄道及其鉱業抵当法論』日本評論社、1929
- 『商法社債法論』文雅堂、1929
- 『社債信託法原論』日本評論社、1929
- 『日本国民経済小史』啓明社、1930
- 『無尽業法講話』啓明社、1930
- 『商法諸論総則大意』啓明社、1931
- 『法律上より見たる会社の整理』春秋社、1932
- 『一般金融の知識』非凡閣（万有知識文庫；第1）1934
- 『会社法の知識』非凡閣（万有知識文庫；第15）1934
- 『商法の常識』千倉書房、1934
- 『担保附社債信託法の研究』文雅堂、1934
- 『商法概論 総則編・会社編』文原堂、1934
- 『公社債株式論』改造社（現代金融経済全集；第9巻）1935
- 『工業金融』千倉書房（工業経営全書；第18巻）1936
- 『経済の統制と新立法』改造社、1936
- 『会社法の実際知識』荻原星文館、1938
- 『欧米に於ける経済政治の再建』日本古典学会、1938
- 『信託法綱論』南郊社、1939
- 『統制下の金融経済読本』大興社、1939
- 『改正会社法論』第2分冊、文雅堂書店、1941
- 『戦時金融』新経済社、1942
- 『戦時金融法としての工場抵当法及鉱業抵当法』文雅堂書店、1943
- 『産業の転換整理と法律手続』工業新聞社、1946
- 『工業都市岩国の発達：経済・財政と史論』経済政策研究所、1956
- 『栗栖赳夫法律著作選集』全5巻、同刊行会、1966-68

1. 担保付社債信託法の研究
2. 商法社債法の研究
3. 外債及び外国社債法の研究
4. 信託法・財団抵当法の研究
5. 戦中戦後立法・起債調整論・日誌